# 가토 고켄
가토 고켄(일본어: 加藤 弘堅, 1989년 4월 3일 ~ )는 일본의 축구 선수이다. 현재 J3리그의 AC 나가노 파르세이루에서 뛰고 있다.

## 구단 경력
그는 2008년부터 J리그의 교토 상가 FC, 카탈레 도야마, 더스파구사쓰 군마, 기라반츠 기타큐슈, 도쿄 베르디, AC 나가노 파르세이루에서 뛰었다.